# Carreró

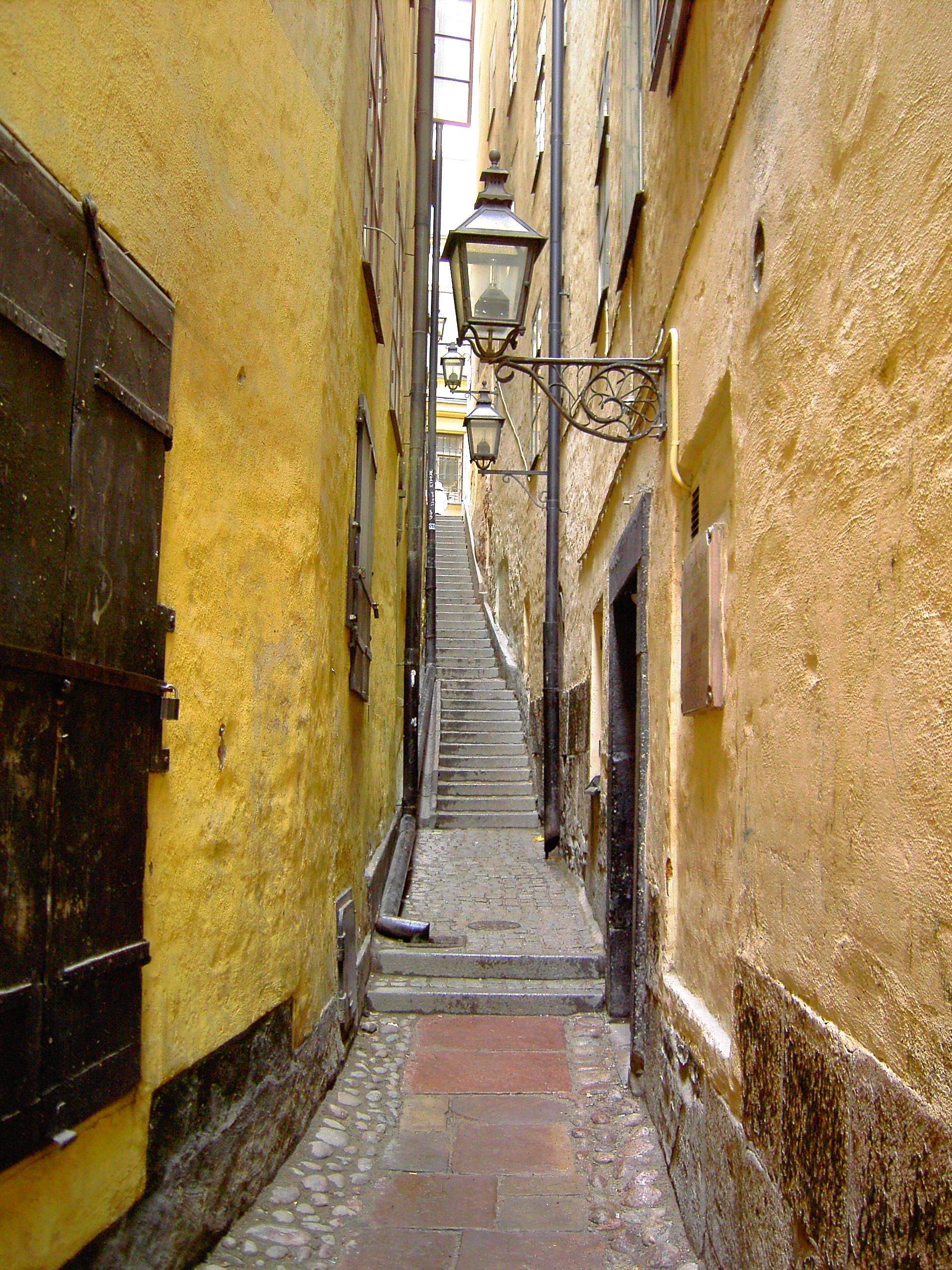
Mårten Trotzigs Grand, 90 cm d'ample, el carreró més estret a Gamla stan, Estocolm

Un carreró o carrer estret és un petit carrer normalment només apte per vianants que es troba a les zones urbanes que solen estar enmig o darrere dels edificis. Un cul-de-sac o atzucac també és un carreró, però sense sortida. A les ciutats i pobles més grans d'Europa, els carrerons són sovint allò que queda d'una xarxa de carrers medievals, d'un barri antic dins d'un entorn urbà. En grans nuclis urbans, els carrerons van ser construïts per permetre serveis com els lliuraments de carbó per la part posterior de les cases. Els carrerons poden ser pavimentats, o fins i tot simplement de terra.

## Planificació moderna
Molts nuclis urbans moderns no incorporen carrerons. La instal·lació de portes per restringir l'accés als carrerons han reduït significativament els casos de robatori. Als blocs on no hi ha portes instal·lades, els residents de vegades instal·len tanques de fabricació casolana (o cadenes amb cadenats) a l'entrada del carreró.
En alguns nuclis urbans moderns, una via de servei pot ser construïda a la part del darrere per a permetre aparcament, la recollida de residus i l'accés de bombers entre d'altres. Aquests carrers no són carrerons, ja que són massa grans per ser-ho.
L'arquitecte i urbanista americà Andrés Duany, defensa des de fa molt temps que l'ús de carrerons ajuda a una millor integració estètica dels garatges dels edificis i la circulació entre edificis en zones residencials.

## Activitats
Una menor utilització de carrerons pot donar lloc a la seva decadència. En virtut de l'ús, manteniment deficient, la mala il·luminació nocturna i reduir l'amplària pot contribuir a un augment d'activitats anti-socials o fins i tot, il·legals.

## Ús d'automòbils
Molts carrerons, en particular els del Segle XIX, són prou amplis com per donar suport al trànsit d'automòbils. Aquests carrerons s'utilitzen en zones residencials per tenir accés als garatges que es van construir darrere de les cases després de la popularització de l'automòbil. Altres poden trobar-se a les zones industrials més antigues. Atès que els carrerons són estrets i només hi ha espai per passar un sol vehicle al mateix temps, hi ha molts carrerons d'un sol sentit. Un carreró situat a l'entrada principal del nucli residencial, comercial, industrial o edificis, o tenir un trànsit important, se li pot donar un nom de carrer.

## Carrerons a la ficció
A la sèrie de novel·les de Harry Potter, escrita per l'anglesa J. K. Rowling, hi ha un món màgic situat en alguns carrerons com el carreró Diagon, un passeig de compres i transaccions excepcional. També hi ha el carreró Knockturn, més macabre.